# Steeple Claydon
Pour les articles homonymes, voir Claydon.
Steeple Claydon est une paroisse civile et un village du Buckinghamshire, en Angleterre.